# Burglengenfeld
Burglengenfeld je město v německé spolkové zemi Bavorsko, v zemském okrese Schwandorf ve vládním obvodu Horní Falc.
V roce 2011 zde žilo 12 361 obyvatel.